# Знайко, Дмитрий Иванович
Знайко Дмитрий Иванович (8 ноября 1908, с. Ерковцы — 4 июля 2000, с. Ерковцы) — командир 400-го отделения сапёрного батальона 200 стрелковой Двинской Краснознамённой дивизии , полный кавалер Ордена Славы.

## Биография
Дмитрий Иванович Знайко родился в крестьянкой семье 8 ноября 1908 в селе Ерковцы. Получил образование 4 классов, работал на домашней ферме. Затем устроился бригадиром в производственной сельскохозяйственной бригады.
В Красную Армию призван 27 июля 1941 года. В начале Великой Отечественной войны обучился в полковой школе на командира отделения.
Дважды получил медали "За боевые заслуги" и «За отвагу»:
- 15 июня 1943 года будучи командиром отделения 175-го батальона инженерных заграждений 8 бригады специального назначения в районе села Городище производил разведку, разминирование и минирование поля под постоянным огнём противника, лично установил 60 мин. У деревни Бугодовищи отделение Дмитрия Ивановича укрепляло захваченные рубежи установкой минного поля, но попав под огонь противника, присоединилось к стрелкам и отбивало контратаку врага[5].
- 25 августа 1943 года обезвредил лично 219 мин на полях противника в районе деревни Глинная в Калужской области. Передавал знания минно-подрывного дела своим подчиненным, что сделало подразделение передовым в выполнении боевых задач[6].

11 ноября 1943 года был ранен, а 3 февраля 1944 года получил лёгкую контузию, службу продолжил с августа 1944 года командиром 400-го отделения сапёрного батальона 200-й стрелковой Двинской Краснознамённой дивизии.
22 августа 1944 года отделение Знайко участвовал в захвате стратегической точки высоты близ деревни Ауглени в Латвии. Боевая задача была выполнена, противник был отброшен. Дмитрий Иванович отмечен второй медалью «За отвагу» как самоотверженный и храбрый командир. За удержание данной высоты в течение трёх суток и личное уничтожение шести вражеских солдат награждён орденом Красной Звезды III степени.
3 февраля 1945 года в районе деревни Кизин в Польше на пути противника установил 10 противотанковых мин, что остановило продвижение колонны боевых машин врага, а при отражении контратаки лично уничтожил 12 вражеских солдат за что удостоен ордена Отечественной войны II степени и награждён орденом Красной Звезды II степени.
За действия по разминированию моста близ города Олива 24 марта 1945 года награждён орденом Красной Звезды.
26 апреля 1945 года в боевых действия по преследованию противника принимал участие в постройке взорванного противником моста через канал близ города Оттенхойзер в Германии, где работал в холодной воде под обстрелом врага. 30 апреля в ходе развед операции близ города Темплин обошёл врага с фланга, уничтожив 14 немецких солдат, что дало возможность быстро построить мост. За самоотверженные боевые действия награждён орденом Красной Звезды I степени.
После демобилизации вернулся в родное село, где работал бригадиром в колхозе.